# Critérium International de Saint-Amand-les-Eaux 1974
Critérium International de Saint-Amand-les-Eaux 1974 (7. Critérium International de Saint-Amand-les-Eaux) – 7. edycja rajdu samochodowego Critérium International de Saint-Amand-les-Eaux rozgrywanego we Francji. Rozgrywany był od 2 do 3 listopada 1974 roku. Była to dwudziesta szósta runda Rajdowych Mistrzostw Europy w roku 1974.

## Klasyfikacja rajdu
| Miejsce                                          | Kierowca                                         | Pilot                                            | Samochód                                         | Czas                                             | Strata                                           |                                                  |
| Klasyfikacja generalna, ERC i mistrzostw Francji | Klasyfikacja generalna, ERC i mistrzostw Francji | Klasyfikacja generalna, ERC i mistrzostw Francji | Klasyfikacja generalna, ERC i mistrzostw Francji | Klasyfikacja generalna, ERC i mistrzostw Francji | Klasyfikacja generalna, ERC i mistrzostw Francji | Klasyfikacja generalna, ERC i mistrzostw Francji |
| ------------------------------------------------ | ------------------------------------------------ | ------------------------------------------------ | ------------------------------------------------ | ------------------------------------------------ | ------------------------------------------------ | ------------------------------------------------ |
| 1.                                               | Maurice Nusbaumer                                | Patrice Prat                                     | Alpine-Renault A110 1800                         | 2:49:43.0                                        | 0.0                                              |                                                  |
| 2.                                               | Gérard Dantan-Merlin                             | Vincent Laverne                                  | Porsche 911 Carrera RS 3.0                       | 2:50:10.4                                        | +27.4                                            |                                                  |
| 3.                                               | Francis Vincent                                  | Jacques Delaval                                  | Alfa Romeo 2000 GTV                              | 2:52:52.6                                        | +3:09.6                                          |                                                  |
| 4.                                               | Bernard Mordacq                                  | Jean-Luc Bret                                    | Porsche 911 Carrera 2.7                          | 2:55:00.8                                        | +5:17.8                                          |                                                  |
| 5.                                               | Roger Boulinguez                                 | Christian Gilbert                                | Alpine-Renault A110 1800                         | 2:55:44.3                                        | +6:01.3                                          |                                                  |
| 6.                                               | Francis Leclercq                                 | Jean-Claude Leclercq                             | Porsche 911 Carrera 3.0                          | 2:56:41.0                                        | +6:58.0                                          |                                                  |
| 7.                                               | Jean-Louis Ravenel                               | Philippe Ravazé                                  | Opel Commodore GS/E                              | 2:57:11.2                                        | +7:28.2                                          |                                                  |
| 8.                                               | Roger Berndtson                                  | Eric Symens                                      | Opel Commodore                                   | 2:57:46.1                                        | +8:03.1                                          |                                                  |
| 9.                                               | Pierre Bos                                       | Renaud Stahl                                     | BMW 2002 Ti                                      | 2:58:49.1                                        | +9:06.1                                          |                                                  |
| 10.                                              | Dominique Coutelier                              | Jean-Pierre Coutelier                            | Alpine-Renault A110 1600S                        | 3:02:08.8                                        | +12:25.8                                         |                                                  |